# Moustéru
Moustéru é uma comuna francesa na região administrativa da Bretanha, no departamento Côtes-d'Armor. Estende-se por uma área de 14,16 km². Em 2010 a comuna tinha 665 habitantes (densidade: 47 hab./km²).